# اشچینیتک، شهرستان متواوا
اشچینیتک، شهرستان متواوا (به لاتین: Trzciniec, Mława County) یک منطقهٔ مسکونی در لهستان است که در Gmina Radzanów, Mława County واقع شده‌است.